# Campeonato da Espanha de Montanha em Estrada
Os Campeonatos da Espanha de Montanha em Estrada organizaram-se anualmente desde o ano 1940 a 1977 para determinar o campeão ciclista de Espanha da cada ano, na modalidade.
O título outorgava-se ao vencedor de uma única carreira em ciclismo em estrada, que contava com diversas dificuldades montanhosas (portos ou cotas), por isso não deve se confundir com o Campeonato de Espanha de Ciclismo de Montanha.

## Palmarés
| Ano  | Primeiro                   | Segundo              | Terceiro             |
| 1940 | Fermín Trueba              | Martín Abadia        | Federico Ezquerra    |
| 1941 | Fermín Trueba              | Federico Ezquerra    | Martín Mancisidor    |
| 1942 | Fermín Trueba              | Julián Berrendero    | José Bejarano        |
| 1943 | não se disputou            | não se disputou      | não se disputou      |
| 1944 | Fermín Trueba              | Miguel Casas         | Federico Ezquerra    |
| 1945 | Dalmacio Langarica         | Fermín Trueba        | Martín Mancisidor    |
| 1946 | Dalmacio Langarica         | Fermín Trueba        | José Gutiérrez       |
| 1947 | Miguel Poblet              | Francisco Masip      | Miguel Gual          |
| 1948 | Miguel Poblet              | Bernardo Ruiz        | Miguel Gual          |
| 1949 | Miguel Poblet              | José Serra           | Francisco Masip      |
| 1950 | Emilio Rodríguez           | Bernardo Ruiz        | Antonio Gelabert     |
| 1951 | não se disputou            | não se disputou      | não se disputou      |
| 1952 | Antonio Gelabert           | Emilio Rodríguez     | José Serra           |
| 1953 | Francisco Masip            | Bernardo Ruiz        | Vicente Iturat       |
| 1954 | Jesús Loroño               | Manolo Rodríguez     | Hortensio Vidaurreta |
| 1955 | Francisco Alomar           | José Mateo           | Francisco Masip      |
| 1956 | Carmelo Morais             | Hortensio Vidaurreta | Francisco Masip      |
| 1957 | Antonio Jiménez            | René Marigil         | Juan Santiago        |
| 1958 | Bernardo Ruiz              | Gabriel Company      | Aniceto Utset        |
| 1959 | Federico Martín Bahamontes | Juan Campillo        | Emilio Cruz          |
| 1960 | Antonio Jiménez            | Ángel Rodríguez      | Benigno Aspuru       |
| 1961 | Juan Manuel Menéndez       | José Bernárdez       | Antonio Jiménez      |
| 1962 | Julio Jiménez              | Roberto Morais       | José Antonio Momeñe  |
| 1963 | Esteban Martín             | Julio Jiménez        | Emilio Cruz          |
| 1964 | Joaquim Galera             | Antonio Tous         | Sebastián Elorza     |
| 1965 | Julio Jiménez              | Luis Otaño           | Joaquim Galera       |
| 1966 | Valentín Uriona            | Carlos Echeverría    | Gregorio San Miguel  |
| 1967 | Miguel Mari Lasa           | Ginés García         | José Pérez-Francês   |
| 1968 | Gregorio San Miguel        | Gabino Erenozega     | Ventura Díaz         |
| 1969 | Miguel Mari Lasa           | Gabriel Mascaró      | José Antonio Momeñe  |
| 1970 | não se disputou            | não se disputou      | não se disputou      |
| 1971 | Miguel Mari Lasa           | Domingo Perurena     | Pedro Torres         |
| 1972 | Miguel Mari Lasa           | Eduardo Castelló     | José Luis Uribezubia |
| 1973 | Santiago Lazcano           | Domingo Perurena     | Antonio Martos       |
| 1974 | José Pesarrodona           | Domingo Perurena     | Luis Balagué         |
| 1975 | Txomin Perurena            | Santiago Lazcano     | José Luis Abilleira  |
| 1976 | José Nazabal               | Andrés Oliva         | Juan Pujol           |
| 1977 | Andrés Oliva               | Ismael Lejarreta     | Gonzalo Maltrata     |